# Rami Malek
Rami Said Malek, född 12 maj 1981 i Los Angeles, Kalifornien, är en amerikansk skådespelare.

## Biografi
Rami Malek är uppväxt i Los Angeles. Hans föräldrar kommer från Egypten och lämnade Kairo för Kalifornien 1978.
Malek har en tvillingbror och en syster.
Malek var sedan 2018 tillsammans med Lucy Boynton. I augusti 2023 meddelades att förhållandet tagit slut, och i september 2023 blev det offentligt att han är tillsammans med Emma Corrin.
Malek spelar bland annat huvudrollen i TV-serien Mr. Robot, en roll som han 2016 vann både en Golden Globe Award i kategorin Bästa manliga huvudroll i en TV-serie - drama, och en Emmy Award för Bästa manliga huvudroll i kategorin Drama. Malek vann en Oscar för sin skildring av Freddie Mercury i filmen Bohemian Rhapsody vid Oscarsgalan 2019.
2020 spelade Malek skurken i James Bond-filmen No Time to Die.

## Filmografi (i urval)
- 2005 – The War at Home (TV-serie)
- 2006 – Natt på museet
- 2009 – Natt på museet 2
- 2010 – The Pacific (TV-serie)
- 2010 – 24 (TV-serie)
- 2011 – Det är aldrig för sent Larry Crowne
- 2012 – Battleship
- 2012 – The Master
- 2012 – The Legend of Korra (TV-serie)
- 2012 – The Twilight Saga: Breaking Dawn - Part 2
- 2013 – Oldboy
- 2014 – Believe (TV-serie)
- 2014 – Need for Speed
- 2014 – Natt på museet: Gravkammarens hemlighet
- 2015–2019 – Mr. Robot (TV-serie)
- 2017–2018 – Bojack Horseman (TV-serie) (röst)
- 2018 – Papillon
- 2018 – Bohemian Rhapsody
- 2020 – Dolittle
- 2021 – The Little Things
- 2021 – No Time to Die
- 2022 – Amsterdam
- 2025 – The Amateur
- 2025 – Nuremberg